# نقار الخشب الروسي
نقار الخشب الروسي هو فيلم وثائقي تم إنتاجه في أوكرانيا والولايات المتحدة وصدر في سنة 2015.

## روابط خارجية
- نقار الخشب الروسي على موقع IMDb (الإنجليزية)
- نقار الخشب الروسي على موقع ميتاكريتيك (الإنجليزية)
- نقار الخشب الروسي على موقع روتن توميتوز (الإنجليزية)
- نقار الخشب الروسي على موقع أول موفي (الإنجليزية)
- نقار الخشب الروسي على موقع بوكس أوفيس موجو (الإنجليزية)
- نقار الخشب الروسي على موقع قاعدة بيانات الفيلم (الإنجليزية)
- نقار الخشب الروسي على موقع ليتربوكسد (الإنجليزية)
- نقار الخشب الروسي على موقع كينوبويسك (الروسية)